# Gruppe Olten
Die Gruppe Olten war eine von 1971 bis 2002 bestehende Vereinigung von Schweizer Autoren, benannt nach dem Ort der ersten vorbereitenden Zusammenkünfte, der Kleinstadt Olten im Kanton Solothurn.

## Geschichte
In der Gruppe Olten sammelten sich zunächst Mitglieder des Schweizerischen Schriftstellervereins (SSV), die 1970 aus dem Verein ausgetreten waren, weil dieser ihrer Ansicht nach von reaktionären Kräften dominiert wurde. Der äussere Anlass zur Sezession war die vom SSV-Präsidenten Maurice Zermatten (anonym) verfertigte und in ihrer antikommunistischen Tendenz, die alle linken Intellektuellen zu „Landesverrätern“ stempelte, noch verschärfte französische Übersetzung des amtlichen Zivilverteidigungsbuches, das im Geist des Kalten Krieges die Bevölkerung zu gegenseitiger Bespitzelung aufforderte und in alle Haushaltungen verteilt wurde. Nach der Aufdeckung dieses „Skandals“ durch Franck Jotterand erschien zunächst am 27. Oktober 1969 in der Gazette de Lausanne ein Protest von 78 Schriftstellern und Professoren aus der Romandie. Nachdem der Vorstand des SSV Zermatten weiterhin einstimmig sein volles Vertrauen ausgesprochen hatte, suchte Jotterand den Kontakt auch zu den Deutschschweizer Schriftsteller-Kollegen, um kurz vor der ordentlichen Generalversammlung des SSV gemeinsam den Austritt zu erklären.
Er fand weitere 21 Austrittswillige: Peter Bichsel, Jeanlouis Cornuz, Walter Matthias Diggelmann, Friedrich Dürrenmatt, Ernst Eggimann, Jürg Federspiel, Dieter Fringeli, Max Frisch, Walter Gross, Vahé Godel, Ludwig Hohl, Peter Lehner, Kurt Marti, Adolf Muschg, Werner Schmidli, Jörg Steiner, Yves Velan, Walter Vogt, Otto F. Walter, Walter Weideli und Heinrich Wiesner.
Allerdings hatten nicht alle SSV-Mitglieder von der Austritts-Aktion erfahren. „Einige folgten nachträglich den Dissidenten, andere hielten dem SSV aus Trotz und Empörung, dass sie übergangen worden waren, die Treue.“
Am 25. April 1971 fand endlich die Gründungsversammlung im zweisprachigen Biel/Bienne statt. Erste Präsidentin im fünfköpfigen Vorstand wurde Anne Cuneo. Die Vereinsstatuten hatte der Berner Liedermacher und Jurist Mani Matter entworfen; sie wurden an der Generalversammlung vom 13. Juni in Neuchâtel genehmigt, wo auch Hans Mühlethaler zum Sekretär gewählt wurde. Zur Enttäuschung vieler liessen sich weder Dürrenmatt noch Frisch (er folgte erst später) zum Eintritt in den neuen Verein bewegen, auch Federspiel nicht.
Für die Gründungsmitglieder der Gruppe Olten war das Schreiben untrennbar verbunden mit einer politisch verbindlichen Staatsbürgerschaft. So nahm man nachträglich in den Zweckartikel der Statuten das Ziel auf, „eine demokratische sozialistische Gesellschaft“ zu verwirklichen. Dieses Ziel wurde im Jahre 2000 wieder aufgegeben, was den Austritt von Mariella Mehr zur Folge hatte. Der verbleibende Teil des Zweckartikels lautete nun: „Sie [die Gruppe Olten] unterstützt politische Bestrebungen auf nationaler und internationaler Ebene, die die gerechte Verteilung der Güter, die Demokratisierung der Wirtschaft und der öffentlichen Einrichtungen, den Schutz der Welt vor militärischer und ziviler Zerstörung sowie die Verwirklichung der Menschenrechte bezwecken“.
Am 12. Oktober 2002 lösten sich in Bern die Gruppe Olten und der inzwischen „Schweizerischer Schriftstellerinnen- und Schriftstellerverband“ genannte SSV formell auf. Gleichzeitig wurde ein neuer, gemeinsamer Verband unter dem Namen „Autorinnen und Autoren der Schweiz“ (AdS) gegründet. Das Archiv der Gruppe Olten befindet sich im Schweizerischen Literaturarchiv in Bern. 